# Дамбартон
Дамба́ртон (англ. Dumbarton, гэльск. Dùn Breatainn, скотс Dumbairton) — город в Шотландии. Административный центр округа Уэст-Данбартоншир. Расположен на берегу реки Клайд.

## История
Вероятно, с конца IV века на территории современного города находилась столица королевства Алт Клуит (известного позже как Стратклайд). Это государство было создано местным бриттским племенем дамнониев. Первый король дамнониев — Керетик Землевладелец, построил на скале крепость Дан-Британн («британский форт»), от названия этого замка, вероятно и произошло название города.